# ニッタ・プリーズ

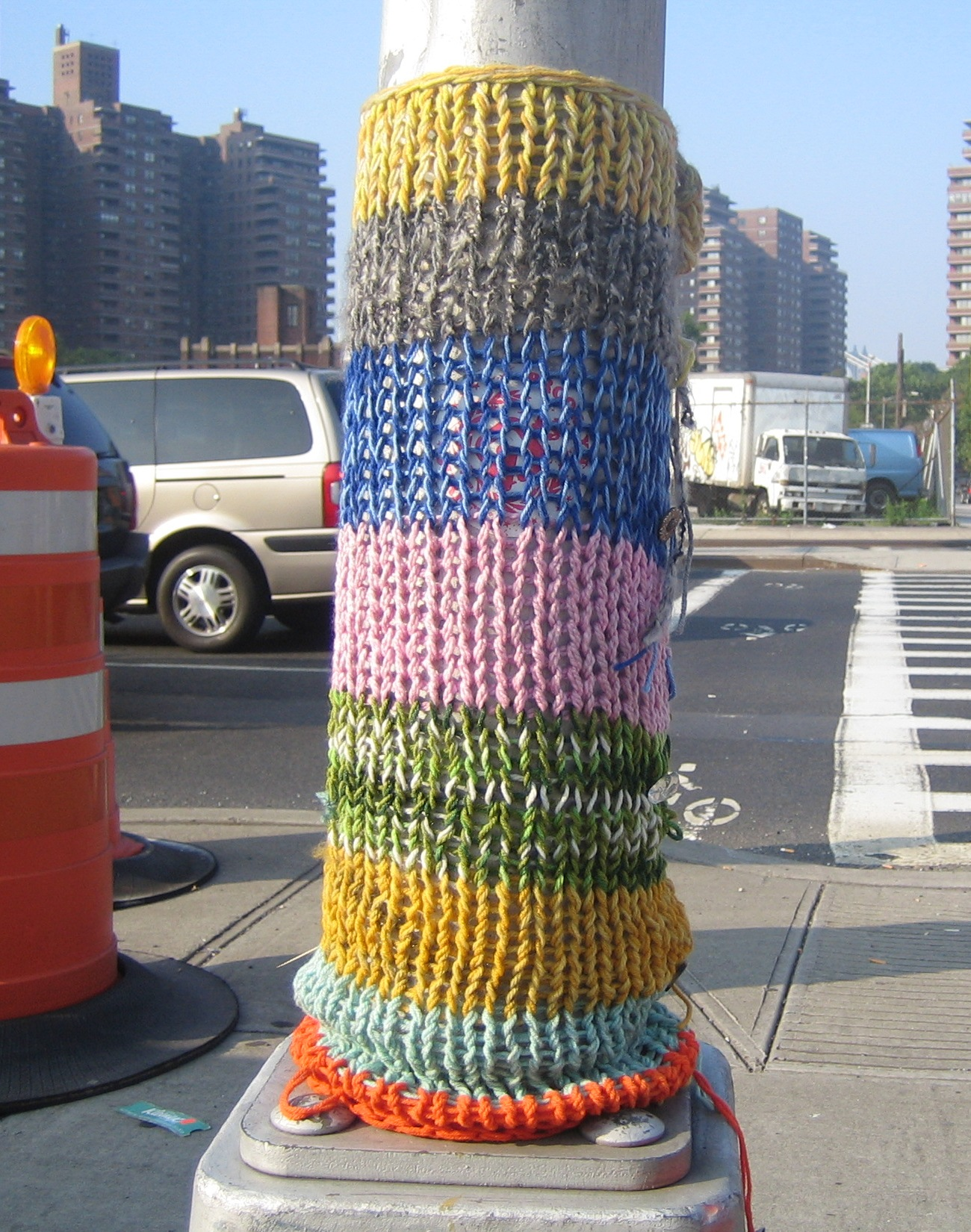
電柱ウォーマー（ニューヨーク市）

ニッタ・プリーズ（Knitta Please）、あるいは短くニッタとは、2005年にテキサス州ヒューストンで「ニット・グラフィティ」ムーヴメントを始めたアーティスト集団である。ニッタは街灯の柱やパーキングメーター、電柱、標識などの公共物をニットやクロシェで覆うパフォーマンスで有名になった。これは一般に「ニット・グラフィティ」、「ヤーン・ボミング」（毛糸爆弾）と呼ばれている。彼らの使命はストリートアートを「もうちょっとだけ温かみがあって柔らかな」ものにすることである。
2007年の終わり頃にはニッタのメンバーが12人を数えるまでに成長していたが、その後は次第に活動が縮小していき、ついにニッタには創始者1人だけが残った。しかし活動は続き、各地を旅してはニット・グラフィティを実行している。
ニッタのフォロワーというべき集団は国と地域を問わずいくつも現れた。マグダ・セイエグを始めとして様々なグループがアメリカをはじめ世界中で独自のアートを披露している。

## 歴史
この組織をはじめたのは、独学でニッタ―（ニット編み職人）となったPolyCotNことマグダ・セイエグである。セイエグは2005年10月にAKrylik（本名未詳）とこのグループを立ち上げ、自分たちの仕事が終わらぬことへのフラストレーションを発散する方法を見いだそうとした。始まりは、ヒューストンにあったセイエグのブティックの正面玄関についていたドアノブのコージー（保温カバー）であった。彼女はこの作品を気に入ったが、通行人の評判もたいへんに良かった。「このときに頭の中でぱっと閃いたのよね」。
グループの名前や個々のメンバーのニックネームは「グラフィティ（落書き）みたいだけど、編み物の言葉がはいる」ようにという気持ちからつけられた。手芸の専門用語がヒップ･ホップ風にアレンジされ、綴りも「伝統的なストリート･アートの名前に近づく」ように置き換えられた。PolyCotNとAKrylikは2人が自分たちでつけた名前で、他のメンバーの名前も2人が決めた。かつて在籍していたメンバーにはKnotorious N.I.TやSonOfaStitch、P-Knittyがいる。
2007年には、ニッタのメンバーは12人を数えるまでになり、世界各地に推計で5組から12組の模倣者が現れた。2009年にさらに人気が高まり、オーストラリア、シドニーの学者兼作家のエミリー・ハウズによれば、北欧、日本、南アフリカ、そしてアメリカでゲリラ的なニット・グラフィティが確認できた。しかし、ニッタのメンバーは次第に離脱し、ついに創始者であるセイエグを残すのみとなった。

## アート
スプレーアートでいう「タギング」が行われるのは通常金曜の夜か日曜の朝であった。ニッタは「ニッタ・プリーズ」、「ワダップ・ニッタ？」(whaddup knitta?) のスローガンを記した紙のタグを個々の作品につけていた。彼らの活動の対象は、街路樹、街灯、ガードレール、消火栓、記念碑など様々な都市的インフラに及んだ。何かをニットで覆うだけでなく、電話線にぶら下げたニット素材のスニーカーも好評だった。記念日に作品のテーマをあわせ、祝賀することもあった。例えば、バレンタインの作品にはピンクの糸を使い、年の初めには光沢感のある糸を使うといったようにである。こういったテーマによらず活動するときは、特定のターゲットや特定のエリアにタギングが行われた。ニッタやそのフォロワーは自分たちのグラフィティを「公共空間を美化する手段」だと捉えていた。しかし、こうした活動はアメリカの州によっては器物損壊（ヴァンダリズム）とみなされた。

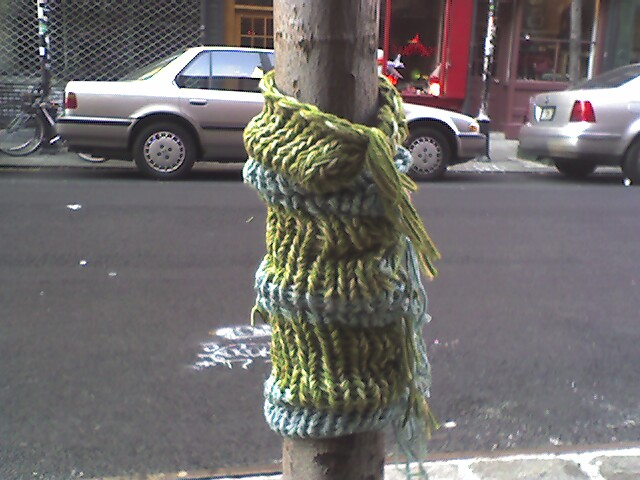
ツリー・ハガー（ニューヨーク市）

2006年、ニッタはニューヨーク市を訪れ、初めての大規模な作品を作り上げた。メーリングリストで募ったボランティアに寄付してもらった15メートル以上の長さのニット生地を使い、モノレールの柱の上半分をラッピングしたのである。ニッタはまたアメリカ各地で依頼を受けてタギングを行い、自分たちの作品世界を披露した。
他に大きなプロジェクトとして、2006年5月にヒューストンで毎年恒例のアート・カー・パレードにあわせ、アレン・パークウェイの分離帯にある25本の木すべてをブランケットで覆うというタギングを行ったこともあった。その後、メンバーはロサンゼルスのスタンダードホテルに招待され、流行に敏感な顧客のために、いわゆるトレンド・セッター（流行仕掛人）のデザインとコンセプトのもとガラスの箱にタギングを行った。
フランスで最初の毛糸メーカーであるベルジェール・ド・フランスの60周年には、それを祝い「町の景観に新たな命を吹き込む」ため、ニッタは同社からパリに招待された。フランス滞在中、彼らはノートルダム大聖堂にもタギングを行った。ニッタの作品はロンドン、シドニー、ローマ、プラハ、モントリオール、メキシコ・シティ、エルサルバドル、スウェーデン、オランダ、ドイツ、ルクセンブルク、そして中国の万里の長城の頂でもみることができた。